# Енбах
Йенбах (нем. Jenbach) — ярмарочная коммуна (нем. Marktgemeinde) в Австрии, в федеральной земле Тироль.
Входит в состав округа Швац. Площадь коммуны составляет 15,23 км², население — 7175 человек (1 января 2021), плотность населения — 475 чел./км². Официальный код — 70917.

## Население
| Год  | Численность |
| ---- | ----------- |
| 1869 | 1052        |
| 1889 | 1150        |
| 1890 | 1395        |
| 1900 | 1645        |
| 1910 | 2126        |
| 1923 | 2261        |
| 1934 | 2282        |
| 1939 | 2257        |
| 1951 | 4780        |
| 1961 | 5479        |
| 1971 | 6061        |
| 1981 | 5712        |
| 1991 | 6188        |
| 2001 | 6606        |
| 2011 | 6841        |
| 2021 | 7175        |

## Политическая ситуация
Бургомистр коммуны — Вольфганг Холуб (СДПА) по результатам выборов 2004 года.
Совет представителей коммуны (нем. Gemeinderat) состоит из 19 мест.
- СДПА занимает 12 мест.
- АНП занимает 3 места.
- местный список: 3 места.
- АПС занимает 1 место.

## Промышленность
В городе расположено производство в прошлом локомотивостроительного завода Jenbacher Werke AG, а ныне фирмы GE Jenbacher, входящей в концерн General Electric.

## Персоналии
- Обрист, Иоганн Георг — австрийский поэт, писатель переводчик XIX века